# Степове (селище, Баштанський район)
Степове (до 2016 р. — Радгоспне) — селище в Україні, у Широківській сільській громаді Баштанського району Миколаївської області. Населення становить 229 осіб.

## Уродженці
- Мацишин Павло Богданович (1983—2015) — солдат Збройних сил України, учасник російсько-української війни.